# Prata (Massa Marittima)
Pour les articles homonymes, voir Prata.
Prata est une frazione située sur la commune de Massa Marittima, province de Grosseto, en Toscane, Italie. Au moment du recensement de 2011 sa population était de 584 habitants.

## Géographie
Prata est un petit village médiéval situé sur les monts Métallifères, à environ 12 km au nord-est de Massa Marittima, entre les deux collines Poggio della Croce (848 m) et Poggione (914 m).

## Monuments
- Église Santa Maria Assunta, ancienne piève documentée du XIe siècle
- Église San Sebastiano de la Miséricorde (XIXe siècle)
- Oratorie de Fonte Vecchia
- Cassero Senese, vestiges de la fortification médiévale